# Blida (stad)
Blida (Arabisch: البليدة; uitspraak: blē'dä) is een stad in Noord-Algerije, gelegen op ongeveer 45 kilometer ten zuidwesten van Algiers aan de voet van de Blida-Atlas. Het is de hoofdstad van de gelijknamige provincie Blida en telde 226.512 inwoners bij de volkstelling van 1998, waarmee het de zesde stad van het land is.
De stad is belangrijk vanwege de handel in landbouwproducten, zoals tarwe, gerst, tabak, maar ook olijven, amandelen en sinaasappels en is beroemd om zijn bloementuinen, olijfgaarden, sinaasappel- en amandelplantages. De Algerijnse luchtmacht heeft er ook een basis.
De Romeinen richtten er een militair kampement op en in 1553 vestigden voortvluchtige moslims uit Andalusië zich er en werd het een stad. De stad werd door een aardbeving vernield in 1825, veroverd door Franse troepen in 1838 en wederom door een aardbeving vernietigd in 1867.

## Geboren in Blida
- Jean Daniel (1920-2020), Frans schrijver en journalist (stichter van Le Nouvel Observateur)
- Zouzou (1943), Frans actrice en zangeres, model en icoon uit de late jaren 60 - vroege jaren 70